# Aéroport Eloy Alfaro de Manta
L'aéroport international Eloy Alfaro (code IATA : MEC • code OACI : SEMT) est un aéroport civil et militaire à la périphérie de Manta dans la province de Manabí, dans l'ouest de l'Équateur. Cet aéroport est aussi connu comme Base Aérienne Eloy Alfaro, en l'honneur d'Eloy Alfaro, ancien président de l'Équateur. Il a été inauguré par la Force aérienne équatorienne le 24 octobre 1978. C'est le quatrième aéroport le plus achalandé dans le pays. Entre 1999 et 2009, l'aéroport sert également de base à l'US Air Force dans la lutte contre les narcotrafiquants.
L'aérogare est détruite par le séisme de 2016 en Équateur, et les services aéroportuaires sont assurés depuis des structures temporaires bâchées. La construction d'une nouvelle aérogare, pour un coût estimé de 26 millions de dollars, est programmée pour commencer fin 2017.

## Situation
| \| 100 km1:8 036 000 \|Seymour San Cristóbal Cuenca Esmeraldas Guayaquil Latacunga-Cotopaxi Manta Salinas Machala/Santa Rosa Tulcán Quito Coca Lago Agrio Loja Macas |
| 100 km1:8 036 000 |

## Compagnies aériennes et destinations
| Compagnies      | Destinations            |
| --------------- | ----------------------- |
| Avianca Ecuador | Seymour, Quito-M. Sucre |
| Copa Airlines   | Panama-Tocumen          |
| LATAM Ecuador   | Quito-M. Sucre          |

Actualisé le 12/12/2023